# Robert Ricard
Robert Ricard (1900-1984) fue un historiador francés. Empleó el término conquista espiritual, tomado del libro del padre Ruiz Montoya (1639), refiriéndose a la Evangelización en la Nueva España, que se realizó luego de la conquista militar. Su área de estudio fue la Nueva España, influenciado por Marcel Bataillon. Fue elegido miembro correspondiente de la Academia Mexicana de la Lengua.

## La conquista espiritual de México
Su tesis La conquista espiritual de México, Ensayo sobre el apostolado y los métodos misioneros de las órdenes mendicantes en la Nueva España de 1523-1524 a 1572 fue defendida en la Universidad de la Sorbona en 1933 ante Henri Hauser y publicada en México por primera vez en 1947. Es la principal obra de consulta sobre la obra misional en México de las órdenes mendicantes y punto de partida para investigaciones posteriores.